# Турнир (теория графов)
Турнир — это ориентированный граф, полученный из неориентированного полного графа путём назначения направления каждому ребру. Таким образом, турнир — это орграф, в котором каждая пара вершин соединена одной направленной дугой.
Много важных свойств турниров рассмотрены Ландау (Landau) для того, чтобы исследовать модель доминирования цыплят в стае. Текущие приложения турниров включают исследования в области голосования и коллективного выбора среди других прочих вещей. Имя турнир исходит из графической интерпретации исходов кругового турнира, в котором каждый игрок встречается в схватке с каждым другим игроком ровно раз, и в котором не может быть ничьих. В орграфе турнира вершины соответствуют игрокам. Дуга между каждой парой игроков ориентирована от выигравшего к проигравшему. Если игрок {\displaystyle a} побеждает игрока {\displaystyle b}, то говорят, что {\displaystyle a} доминирует над {\displaystyle b}.

## Пути и циклы
Любой турнир с конечным числом {\displaystyle n} вершин содержит гамильтонов путь, то есть ориентированный путь, содержащий все {\displaystyle n} вершин. Это легко показать с помощью математической индукции по {\displaystyle n}: пусть утверждение верно для {\displaystyle n}, и пусть имеется некий турнир {\displaystyle T} с {\displaystyle n+1} вершинами. Выберем вершину {\displaystyle v_{0}} в {\displaystyle T} и пусть {\displaystyle v_{1},v_{2},\ldots ,v_{n}} — направленный путь в {\displaystyle T\setminus \{v_{0}\}}. Пусть {\displaystyle i\in \{0,\ldots ,n\}} — максимальное число такое, что для любого {\displaystyle j\leq i} имеется дуга из {\displaystyle v_{j}} в {\displaystyle v_{0}}. Тогда
{\displaystyle v_{1},\ldots ,v_{i},v_{0},v_{i+1},\ldots ,v_{n}}
— искомый ориентированный путь. Это доказательство даёт также алгоритм поиска гамильтонова пути. Известен более эффективный алгоритм, требующий перебора всего {\displaystyle \ O(n\log n)} дуг.
Это означает, что строго связный турнир имеет гамильтонов цикл. Более строго: любой сильно связанный турнир является вершинно панциклическим — для любой вершины v и для любого k от трёх до числа вершин в турнире имеется цикл длины k, содержащий v. Более того, если турнир 4-связен, любая пара вершин может быть соединена гамильтоновым путём.

## Транзитивность
Турнир, в котором {\displaystyle ((a\rightarrow b)} и {\displaystyle (b\rightarrow c))} {\displaystyle \Rightarrow } {\displaystyle (a\rightarrow c)}, называется транзитивным. В транзитивном турнире вершины могут быть полностью упорядочены в порядке достижимости.

### Эквивалентные условия
Следующие утверждения для турнира с n вершинами эквивалентны:
1. T транзитивен.
2. T ацикличен.
3. T не содержит циклов длины 3 (для n != 3).
4. Последовательность числа выигрышей (множество полуисходов) T есть {0,1,2,…,n − 1}.
5. T содержит ровно один гамильтонов путь.

### Теория Рамсея
Транзитивные турниры играют существенную роль в теории Рамсея, аналогичную роли, которую играют клики в неориентированных графах. В частности, любой турнир с n вершинами содержит транзитивный подтурнир с {\displaystyle 1+\lfloor \log _{2}n\rfloor } вершинами. Доказательство просто: выберем любую вершину v как часть этого подтурнира и построим подтурнир рекурсивно на множестве либо входящих соседей вершины v, либо на множестве исходящих соседей, в зависимости от того, какое множество больше. Например, любой турнир с семью вершинами содержит транзитивный турнир с тремя вершинами. Турнир Пэли с семью вершинами показывает, что это максимум, что можно гарантировать.
Однако Рейд и Паркер показали, что эта граница не строга для некоторых больших значений числа n.
Эрдёш и Мозер доказали, что существуют турниры с n вершинами без транзитивных подтурниров размера {\displaystyle 2+2\lfloor \log _{2}n\rfloor }. Их доказательство использует подсчёт: число вариантов в которых транзитивный турнир с k вершинами может содержаться в большем турнире с n помеченными вершинами, равно
{\displaystyle {\binom {n}{k}}k!2^{{\binom {n}{2}}-{\binom {k}{2}}},}
и при k превосходящем {\displaystyle 2+2\lfloor \log _{2}n\rfloor } это число слишком мало, чтобы транзитивный турнир оказался в каждом из {\displaystyle 2^{\binom {n}{2}}} различных турниров одного и того же множества из n помеченных вершин.

### Парадоксальные турниры
Игрок, выигравший все игры, естественно, будет победителем турнира. Однако, как показывает существование нетранзитивных турниров, такого игрока может не оказаться. Турнир, в котором каждый игрок проигрывает хотя бы одну игру называется 1-парадоксальным турниром. Обобщая, Турнир T=(V,E) называется k-парадоксальным, если для любого k-элементного подмножества S множества V существует вершина v0 в {\displaystyle V\setminus S}, такая что {\displaystyle v_{0}\rightarrow v} для всех {\displaystyle v\in S}.
Посредством вероятностного метода Эрдёш показал, что для любого фиксированного k при условии |V| ≥ k22kln(2 + o(1)) почти любой турнир на V является k-парадоксальным. С другой стороны, простой аргумент показывает, что любой k-парадоксальный турнир должен иметь по меньшей мере 2k+1 − 1 игроков, что было улучшено до (k + 2)2k−1 − 1 Эстер и Дьёрдьем Секерешами (1965). Существует явный метод построения k-парадоксальных турниров с k24k−1(1 + o(1)) игроками, разработанный Грэмом и Спенсером, а именно, турнир Пэли.

### Конденсация
Конденсация любого турнира является транзитивным турниром. Таким образом, даже если турнир не является транзитивным, сильно связанные компоненты турнира могут быть полностью упорядочены.

## Последовательности результатов и множества результатов
Последовательность результатов турнира — это неубывающая последовательность полустепеней исхода вершин турнира. Множество результатов турнира — это множество целых чисел, являющихся полустепенями исхода вершин турнира.
Теорема Ландау (1953) — неубывающая последовательность целых чисел {\displaystyle (s_{1},s_{2},\cdots ,s_{n})} является последовательностью результатов тогда и только тогда, когда:
1. {\displaystyle 0\leq s_{1}\leq s_{2}\leq \cdots \leq s_{n}}
2. {\displaystyle s_{1}+s_{2}+\cdots +s_{i}\geq {i \choose 2},} для {\displaystyle i=1,2,\cdots ,n-1}
3. {\displaystyle s_{1}+s_{2}+\cdots +s_{n}={n \choose 2}.}

Пусть {\displaystyle s(n)} — число различных последовательностей результатов размера {\displaystyle n}. Последовательность {\displaystyle s(n)} начинается с:
1, 1, 1, 2, 4, 9, 22, 59, 167, 490, 1486, 4639, 14 805, 48 107, …
(последовательность A000571 в OEIS)
Уинстон и Клейтман доказали, что для достаточно больших n
{\displaystyle s(n)>c_{1}4^{n}n^{-{5 \over 2}},}
где {\displaystyle c_{1}=0.049.}
Такач позже показал, используя некоторое правдоподобное, но недоказанное предположение, что
{\displaystyle s(n)<c_{2}4^{n}n^{-{5 \over 2}},}
где {\displaystyle c_{2}<4,858.}
Вместе это свидетельствует о том, что
{\displaystyle s(n)\in \Theta (4^{n}n^{-{5 \over 2}}).}
Здесь {\displaystyle \Theta } отражает асимптотически строгую границу.
Яо показал, что любое непустое множество неотрицательных целых чисел является множеством результатов для некоторого турнира.